# دون زيمر
دون زيمر (بالإنجليزية: Don Zimmer)‏ هو لاعب كرة قاعدة أمريكي، ولد في 17 يناير 1931 في سينسيناتي في الولايات المتحدة، وتوفي في 4 يونيو 2014 في ديوندن في الولايات المتحدة بسبب قصور القلب.

## وصلات خارجية
- دون زيمر على موقع الدوري الياباني لكرة القاعدة (الإنجليزية)
- دون زيمر على موقعبيزبول رفرنس.كوم (الدوري الرئيسي) (الإنجليزية)
- دون زيمر على موقعبيزبول رفرنس.كوم (الدوري الثانوي) (الإنجليزية)
- دون زيمر على موقع جمعية أبحاث البيسبول الأمريكية (الإنجليزية)
- دون زيمر على موقع إي إس بي إن.كوم (أم.أل.بي) (الإنجليزية)
- دون زيمر على موقع مشجعي الرسوم البيانية (الإنجليزية)
- دون زيمر على موقع إن إن دي بي (الإنجليزية)